# Floristisch-soziologische Arbeitsgemeinschaft
Die Floristisch-soziologische Arbeitsgemeinschaft (FlorSoz) ist eine wissenschaftliche Vereinigung mit botanisch-organismischer Ausrichtung. Ziele sind Fortbildung, Erforschung und Schutz der mitteleuropäischen Flora und Vegetation.

## Ziele
Die übergeordneten Ziele sind die wissenschaftliche Fortbildung und die Förderung der Erforschung der heimischen Flora und Vegetation. Die Fortbildung wird u. a. durch Jahrestagungen mit Vorträgen und Exkursionen verfolgt. Für die Forschung wird beispielsweise die Fachzeitschrift Tuexenia herausgegeben. Die Mitglieder beschäftigen sich häufig haupt- oder nebenberuflich mit Flora, Vegetationsökologie und Naturschutz.

## Geschichte
Die Gründung der „Floristisch-soziologischen Arbeitsgemeinschaft in Niedersachsen“ erfolgte 1927 in Göttingen bei einem Treffen von Kartierern der Flora der Provinz Hannover. Erster Vorsitzender wurde Reinhold Tüxen, der die Kartierung der deutschen Flora für die Provinz Hannover leitete. Der Verein fokussierte sich nicht nur auf die Flora, sondern auch auf die neue Methode zur pflanzensoziologischen Erfassung von Josias Braun–Blanquet und Geobotanik. 1929 fand der erste Lehrgang zur Vegetationskunde statt, um die neuen Methoden bekannt zu machen.
1938 ging die Arbeitsgemeinschaft im Rahmen der Gleichschaltung in die Deutsche Arbeitsgemeinschaft für Pflanzensoziologie auf. Tüxen blieb zunächst Vorsitzender der Arbeitsgemeinschaft, wurde aber 1941 durch Erwin Aichinger (NSDAP) ersetzt. 1942 erlebte der Verein mit 440 Mitgliedern wie viele andere in der Zeit des Nationalsozialismus eine Zwangsauflösung.
1946 wurde vom alten Vorsitzenden Reinhold Tüxen die Wiederzulassung unter neuem Namen, ohne den Zusatz „in Niedersachsen“,  beantragt und 1948 wurde sie erteilt. Diesmal wurde die Vereinigung auf ganz Deutschland und die Nachbarländer erweitert und die Mitgliederzahl wuchs rasch an, auf über 1.000 im Jahr 1983 bis zum Höchststand 1.498 im Jahr 1997. Bis 1970 waren 40 Mitglieder aus der DDR, die dann von der DDR-Regierung zum Austritt gedrängt wurden, jedoch hielt Franz Fukarek für diese Mitglieder illegal Kontakt mit der FlorSoz.
Das organisatorische Zentrum war die Bundesanstalt für Vegetationskartierung in Stolzenau unter der Leitung von Reinhold Tüxen und ab 1964 Tüxens privates Institut „Arbeitsstelle für Theoretische und Angewandte Pflanzensoziologie“ in Rinteln–Todenmann. Mit der Vorstandschaft von Heinz Ellenberg zog die FlorSoz 1971 nach Göttingen. Unter Ellenberg wurde 1973 eine politische Stellungnahme gegen den Herbizideinsatz an Straßenrändern veröffentlicht.
1984 gründete sich der deutschsprachige, stärker wissenschaftlich ausgerichtete Pflanzensoziologische Arbeitskreis mit Hartmut Dierschke als Leiter. Der Arbeitskreis schloss sich 1990 der Reinhold-Tüxen-Gesellschaft an, blieb aber mit der FlorSoz verbunden. Der Grund für die Gründung des Arbeitskreises war, dass die wissenschaftliche Gesellschaft International Association of Vegetation Science nach Tüxens Tod nicht mehr stets in Stolzenau oder Rinteln tagte, sondern an wechselnden Orten auf der Welt.
2004 wurde die Arbeitsgruppe Trockenrasen gegründet, die eine syntaxonomische Übersicht für Trockenrasen und benachbarter Klassen erarbeiten wollte. Diese Gruppe entwickelte sich zur internationalen Eurasian Dry Grassland Group (EDGG) und wurde eine Arbeitsgruppe der International Association of Vegetation Science. Die Gruppe  veröffentlicht weiterhin in der Fachzeitschrift der FlorSoz, der Tuexenia, in jährlichen Sonderteilen (Special Feature) mehrere englischsprachige Artikel.
Vorsitzender der Floristisch-Soziologischen Arbeitsgemeinschaft ist seit 2012 Werner Härdtle. Seine Vorgänger waren Reinhold Tüxen (1927–1941, 1946–1971), Heinz Ellenberg (1971–1977) und Hartmut Dierschke (1977–2004) und Angelika Schwabe-Kratochwil (2004–2012).

## Zeitschriften
Der Verein gibt die begutachtete (peer review) Tuexenia heraus. Die Zeitschrift ist mit ihren Anhängen ein Archiv von über 40.000 Vegetationsaufnahmen seit 1928, welche in die Datenbank vegetweb 2.0 eingingen. Der Vorläufer der jährlich erscheinenden Tuexenia war 1928 bis 1980 die Mitteilungen der Floristisch-Soziologischen Arbeitsgemeinschaft. Wichtige Veröffentlichungen zu Beginn waren der Band 3 „Die Pflanzengesellschaften von Nordwestdeutschland“ von Reinhold Tüxen, da es die erste systematische überregionale Zusammenfassung von Vegetationsaufnahmen war. Als Band 5 erschien die Dissertation von Heinz Ellenberg.
Aus dem Arbeitskreis (AK) Pflanzensoziologie ging die Reihe Synopsis der Pflanzengesellschaften Deutschlands hervor, die 1996–2022 veröffentlicht wurde. Sie hatte das Ziel eine syntaxonomische Gesamtübersicht für Deutschland zu liefern, was aber voraussichtlich nicht beendet wird. Hartmut Dierschke war der Herausgeber der Reihe.
Seit 2008 werden die Tuexenia-Beihefte publiziert, die aus den Tagungsführern (seit 1990 auch für nicht Teilnehmende) hervorgingen.

## Jahrestagungen
Die ordentliche Mitgliederversammlung findet alljährlich während der wissenschaftlichen Jahrestagung an wechselnden Orten statt auch in Österreich, der Schweiz, den Niederlanden und Luxemburg. Die Tagungen bestehen seit 1990 aus einem halben Tag mit Vorträgen und drei Tagen mit Exkursionen in die Umgebung des Veranstaltungsorts. Die Exkursionsziele sind floristisch und pflanzensoziologisch interessante (Naturschutz-)Gebiete und mittlerweile vermehrt auch Renaturierungen in der Umgebung des Tagungsortes.
| Jahr | Ort                        |
| ---- | -------------------------- |
| 2025 | I – Bozen                  |
| 2024 | Oldenburg (Oldb) (3)       |
| 2023 | Koblenz (2)                |
| 2022 | Freising (2)               |
| 2021 | Rostock                    |
| 2020 | entfallen                  |
| 2019 | LUX – Luxemburg            |
| 2018 | A – Graz                   |
| 2017 | Görlitz                    |
| 2016 | Regensburg                 |
| 2015 | Bernburg                   |
| 2014 | Flensburg                  |
| 2013 | Freiburg i. Br. (4)        |
| 2012 | Münster (3)                |
| 2011 | Potsdam                    |
| 2010 | Gießen                     |
| 2009 | A – Salzburg (2)           |
| 2008 | Greifswald                 |
| 2007 | St. Wendel (Saarland)      |
| 2006 | Lüneburg (2)               |
| 2005 | Erlangen (3)               |
| 2004 | Nettersheim (Eifel)        |
| 2003 | CH – Basel                 |
| 2002 | Göttingen                  |
| 2001 | Karlsruhe (2)              |
| 2000 | A – Innsbruck              |
| 1999 | Halle (Saale)              |
| 1998 | Augsburg                   |
| 1997 | Jena                       |
| 1996 | Freising (1)               |
| 1995 | Oldenburg (Oldb) (2)       |
| 1994 | Dresden                    |
| 1993 | Regensburg                 |
| 1992 | Bochum                     |
| 1991 | Trier                      |
| 1990 | Freiburg i. Br. (3)        |
| 1989 | Münster (2)                |
| 1988 | CH – Sitten                |
| 1987 | Kiel                       |
| 1986 | Wetzlar                    |
| 1985 | Erlangen (2)               |
| 1984 | Bad Münstereifel           |
| 1983 | Lüneburg (1)               |
| 1982 | Karlsruhe (1)              |
| 1981 | A – Salzburg (1)           |
| 1980 | NL – Utrecht               |
| 1979 | Schwäbisch Gmünd           |
| 1978 | Bremen                     |
| 1977 | A – Neusiedel am See       |
| 1976 | Höxter (Weserbergland)     |
| 1975 | Konstanz                   |
| 1974 | Ratzeburg (Holstein)       |
| 1973 | Arnsberg (Sauerland)       |
| 1972 | Kempten                    |
| 1971 | Freiburg i. Br. (2)        |
| 1970 | Braunschweig               |
| 1969 | Fulda                      |
| 1968 | Osterode (Harz)            |
| 1967 | Münster (1)                |
| 1966 | Wackersdorf (Oberpfalz)    |
| 1965 | Erlangen (1)               |
| 1964 | Saarbrücken                |
| 1963 | München                    |
| 1962 | Osnabrück                  |
| 1961 | Schleswig                  |
| 1960 | Ebingen (Schwäbische Alb)  |
| 1959 | Annweiler (Pfälzer Wald)   |
| 1958 | Koblenz (1)                |
| 1957 | Darmstadt                  |
| 1956 | Lüchow (Wendland)          |
| 1955 | Zwiesel (Bayerischer Wald) |
| 1954 | entfallen                  |
| 1953 | Oldenburg (Oldb) (1)       |
| 1952 | Kassel                     |
| 1951 | Freiburg i. Br. (1)        |
| 1950 | Stolzenau (Mittelweser)    |

## Ehrenmitglieder
Ehrenvorsitzende sind seit 1971 Reinhold Tüxen (†) und seit 2004 Hartmut Dierschke (†).
| Name                        | Ort                  | Ernennung |
| --------------------------- | -------------------- | --------- |
| Herbert Meißner (†)         | Stolzenau            | 1963      |
| Jules Berset (†)            | Fribourg             | 1965      |
| Wolfhart Scharf (†)         | Wackersdorf          | 1966      |
| Rolf Eggersmann (†)         | Nienburg             | 1960er    |
| Josias Braun-Blanquet (†)   | Montpellier          | 1970      |
| Gisli Sigurbjörnsson (†)    | Reykjavik            | 1974      |
| Erich Oberdorfer (†)        | Freiburg             | 1975      |
| Fritz Runge (†)             | Münster              | 1976      |
| Heinz Ellenberg (†)         | Göttingen            | 1977      |
| Hans Zeidler (†)            | Hannover             |           |
| Paul Seibert (†)            | München              | 1991      |
| Ernst Preising (†)          | Bispingen            | 1991      |
| Franz Fukarek (†)           | Greifswald           | 1993      |
| Otti Wilmanns (†)           | Freiburg             | 1998      |
| Gisela Jahn (†)             | Göttingen            | 2000      |
| Theo Müller (†)             | Steinheim            | 2003      |
| Heinrich E. Weber (†)       | Bramsche             | 2006      |
| Ernst-Gerhard Mahn (†)      | Dresden              | 2006      |
| Barbara Ruthsatz            | Trier                | 2010      |
| Henning Haeupler            | Bochum               | 2012      |
| Angelika Schwabe-Kratochwil | Darmstadt            | 2019      |
| Annette Otte                | Vöhringen            | 2022      |
| Wolfgang Schumacher (†)     | Mechernich-Antweiler | 2022      |
| Dominique Remy              | Osnabrück            | 2024      |